# Chiesa di San Nicolò Vescovo (Poffabro)
La chiesa di San Nicolò Vescovo è la parrocchiale di Poffabro, frazione di Frisanco, in provincia di Pordenone e diocesi di Concordia-Pordenone; fa parte della forania di Maniago.

## Storia
Si sa che a Poffabro venne costruita una chiesa nel XIV secolo. Dagli atti della visita pastorale qui compiuta il 18 settembre 1584 dal vescovo di Parenzo Cesare Nores, s'apprende che l'altare della chiesetta era molto piccolo e dislocata dall'urbano:  "cappella campestri set celebratur in ea in festo S. Nicolai".
Nel 1653 gli abitanti del paese chiesero che Poffabro fosse eretta in parrocchia, autonoma da quella di Maniago. L'istanza fu accolta e la parrocchia eretta. 
L'attuale parrocchiale venne edificata tra il 1860 ed il 1888 e consacrata il 30 luglio 1927 dal vescovo Luigi Paulini. Il XX secolo vide la chiesa oggetto di nuovi lavori di restauro e mantenimento con la nuova consacrazione a opera del vescovo Luigi Paulini il 30 luglio 1927.